# Anthony Comstock
Anthony Comstock (New Canaan, 7 marzo 1844 – Summit, 21 settembre 1915) è stato un politico, attivista e ispettore postale statunitense.
Fervente cristiano, Comstock si impegnò a censurare i contenuti considerati moralmente offensivi nelle opere letterarie, e si oppose all'aborto, alla contraccezione, al gioco d'azzardo, alla prostituzione e alle medicine brevettate. Da lui prendono il nome le controverse leggi Comstock del 1873, che avevano come scopo quello di "sopprimere il commercio e la circolazione di letteratura oscena e articoli di uso immorale".

## Biografia
Comstock nacque nel 1844 a New Canaan (Connecticut), ed era figlio di Polly Ann (nata Lockwood) e Thomas Anthony Comstock. Dal 1863 al 1865, Anthony Comstock si arruolò nell'esercito al fianco dell'Unione nel corso della guerra civile. Prestò servizio senza subire gravi ferite nella compagnia H del 17º reggimento di fanteria del Connecticut, ma rimproverava ai suoi commilitoni il loro frequente uso di parolacce; la volgarità dei suoi compagni fu uno dei fattori all'origine del suo futuro disprezzo per tutto ciò che era considerato immorale dall'opinione comune. Egli era infatti spaventato all'idea che l'indipendenza concessa ai cittadini statunitensi potesse intaccare la moralità pubblica, e disprezzava i primi gruppi nati a sostegno delle libertà civili.
Nel 1866 Comstock si trasferì a New York rimanendo colpito dal degrado dovuto al traffico di droga, la prostituzione, e le librerie che vendevano materiale considerato immorale. Intorno al 1872, Comstock divenne un membro attivo della YMCA. Nel marzo del 1873, egli venne eletto ispettore postale dal Congresso americano, una carica che mantenne senza però ricevere alcun compenso. Nello stesso anno, Comstock fondò la New York Society for the Suppression of Vice (NYSSV), un'istituzione mirata a salvaguardare la moralità, e vennero promulgate le leggi Comstock, che da lui prendevano il nome.
Nel 1880 Comstock si trasferì a Summit, nel New Jersey. Nel 1892 costruì una casa al numero 35 di Beekman Road dove visse per il resto della sua vita.
Comstock si vantava di essere stato responsabile di 4.000 arresti, compresi quelli della criminale Madame Restell, l'attivista Ida Craddock, il saggista D. M. Bennett e la suffragetta Victoria Woodhull, e sosteneva di aver spinto al suicidio 15 persone.
Fece anche distruggere 15 tonnellate di libri, 128.820 chili di lastre per la stampa di libri e circa 1.800.000 chili di immagini da lui giudicate "discutibili". Era convinto che i libri "alimentassero i bordelli".
Comstock morì il 21 settembre 1915 all'età di 72 anni a Summit, nel New Jersey.

## Nella cultura di massa
I termini inglesi comstockery e comstockism, che alludono ad Anthony Comstock, indicano un sistema di censura in ambito di moralità troppo aggressivo.
La sua attività di contrasto alla diffusione delle informazioni sulla contraccezione è al centro del film Le impronte della vita, diretto nel 1995 da Paul Shapiro e interpretato da Dana Delaney.

## Opere
- Frauds Exposed, 1880.
- Traps for the Young, 1883.
- Gambling Outrages, 1887.
- Morals Versus Art, 1887.